# Adiție radicalică
În chimie organică, adiția radicalică (AR) este un tip de reacție organică de adiție în care sunt implicați intermediarii radicalici. Adiția radicalică poate avea loc între un radical și o moleculă neutră, sau între doi radicali.

## Etape
Cele trei etape generale ale unei adiții radicalice (înlănțuite) sunt:
- Inițierea: se face cu ajutorul unor promotori, iar radicalii se formează din molecule neutre
- Propagarea: au loc reacții dintre radicali și molecule neutre cu obținerea de noi specii radicalice
- Întreruperea: ultimii radicali disponibili se consumă prin reacția dintre aceștia

## Reacții

### Adiția de hidracid la alchene
Ca și exemplu ilustrativ, se poate lua în considerare adiția anti-Markovnikov de acid bromhidric la o alchenă. În această reacție, este necesară adăugarea unei cantități catalitice de peroxid organic (R-O-O-R'), pentru a induce formarea radicalilor de brom. Totuși, pentru o reacție totală trebuie ca acidul bromhidric să fie adăugat cantitativ (echimolecular). Trebuie avut în considerare și faptul că radicalii organici se vor forma la carbonul cel mai substituit, din motive de stabilitate.